# 스파르타쿠스의 에피소드 목록
다음은 《스파르타쿠스》의 방영 목록이다.

## 스파르타쿠스: 피와 모래 (시즌 1)

### 1회: The Red Serpent
- 미국 Starz 방송일: 2010년 1월 22일
- 줄거리: 트라키아의 전사인 주인공과 그의 종족은 로마 군단의 꾐에 빠져 로마군의 보조병으로 참전하게 된다. 트라키아 족은 그들 종족을 오랫동안 괴롭히던 게테 족을 절멸시키고자 한다. 하지만 열악한 병참지원에 연일 최전선에서 전투를 갖는 것에 불만을 품고 군단장 글라베를 때려누이고 전열을 이탈한다. 고향은 이미 퇴각하던 게테 족에 의해 폐허가 되어 있고 전사는 아내 수라와 상봉한다. 그러나 이내 글라베의 로마군에 사로잡히고 탈영병으로 카푸아로 이송된다. 아내 수라는 노예로 끌려간다. 전사는 카푸아로 옮겨져서 로마 사람들이 열광하는 가운데 콜로세움에 던져져서는 검투사의 사냥감이 된다. 전사는 용맹하게 칼 하나로 4명의 글래디에이터를 물리치고 그는 새로이 스파르타쿠스라는 이름을 갖게 된다.

### 2회: Sacramentum Gladiatorum
- 미국 Starz 방송일: 2010년 1월 29일
- 줄거리:콜로세움에서 잔인하게 죽을 운명이었던 스파르타쿠스는 살아서 바티아투스의 검투사 양성소로 보내진다. 그는 꿈속에서 아내 수라를 본다. 카푸아의 양성소에서 최고의 검투사 크릭서스를 만나지만 이내 앙숙이 된다. 스파르타쿠스는 트레이너 독토르의 채찍을 맞아가며 검투사의 기술을 익히기 시작한다. 그곳에서 한때는 로마시민이었다가 빚 때문에 스스로 검투사가 된 바로를 알게 된다. 재정적인 문제로 고민하던 바티아투스는 스파르타쿠스를 이용하기로 한다. 스파르타쿠스가 사랑의 맹세로 아내 수라의 허벅지에 매어준 징표(리본)를 미끼로 쓴다. 스파르타쿠스에게 수라를 찾는 것을 도와주겠다고 약속한다. 마침내 스파르타쿠스는 크릭서스를 쓰러뜨리고 글래디에이터의 맹세를 한다.

### 3회: Legends
- 미국 Starz 방송일: 2010년 2월 5일
- 줄거리: 바티아투스는 로마 귀족들을 여흥을 위해 축제의 하이라이트로 검투사 대결을 준비한다. 스파르타쿠스는 독토르에게서 검투사의 기술을 익히며 한편 술수를 써서 카푸아 최고의 챔피언 검투사 크릭서스와 메인 이벤트 대결을 펼치게 된다. 바티아투스의 아내 루크레티아는 크릭서스를 비밀리에 성적 노리개로 삼고 있기에 스파르타쿠스와의 대결을 못내 꺼려한다. 하지만 바티아투스는 스파르타쿠스의 지혜와 용맹이 대중의 관심을 불러일으킬 것이라고 생각한다. 크릭서스는 귀족 부인들의 욕망의 대상이기도 하지만 루크테리아의 몸종 노예 니비아에게 연정을 느끼고 있다. 대결의 날, 스파르타쿠스는 용감하게 크릭서스에게 달려들지만 기술의 격차로 무릎을 꿇고 손가락 둘을 펼치며 살려줄 것을 애원한다. 바티아투스는 어쩔 수 없이 스파르타쿠스를 살려두도록 한다. 자신의 전투능력을 뼈저리게 느낀 스파르타쿠스는 더욱 열심히 훈련하겠노라 말하지만 독토르는 이미 늦었어라고 말할 뿐이다.

### 4회: The Thing In The Pit
- 미국 Starz 방송일: 2010년 2월 12일
- 줄거리: 아레나(콜로세움)에서 크릭수스에게 패배하고 목숨을 겨우 부지한 스파르타쿠스는 글래디에이터로서의 명성을 한순간에 날려버린다. 바티아투스는 그에게 더 이상 검투사로서 나설 수 없다고 말하고 대신 지하세계에서 펼쳐지는 죽음의 결투장에 출전하게 한다. 이곳의 유일한 경기규칙은 상대를 무조건 죽이는 것. 바티아투스는 바르카를 경호원을 대동하고 경기장에 가야할만큼 위험한 곳이기도 하다. 스파르타쿠스는 이곳에서 연승하며 주인 바티아투스에게 승부도박으로 돈을 벌게 해주지만 닥토르의 말처럼 스파르타쿠스도 곧 이곳에서 비참하게 죽을 것임을 알게된다. 한편 크릭서스는 루크레티아의 몸종 노예 니비아와 입맞춤을 하며 감정을 키워나간다. 스파르타쿠스는 지하경기장에서의 삶이 언제 끝날지 모름을 직감하고는 바티아투스와 협상을 한다. 마지막 경기에서 자신이 죽는데 큰 돈을 걸라고. 대신 노예로 팔려간 아내 수라를 끝까지 찾아달라고 부탁한다. 바티아투스는 그렇게 하겠다고 약속한다. 마지막 대결날. 열심히 싸우던 스파르타쿠스가 상대의 칼날에 죽기 일보 직전 그는 관람석에 앉은 바티아투스에게 자객이 다가가는 것을 보게 된다. 바티아투스가 죽으면 수라의 미래도 끝장나게 될 것을 아는 스파르타쿠스는 경기상대를 죽이고, 자객도 물리치며 주인의 목숨을 구한다. 큰 돈을 날려버린 바티아투스지만 스파르타쿠스를 다시 글래디에이터로 복귀시키기로 한다.

### 5회: Shadow Games
- 미국 Starz 방송일: 2010년 2월 19일
- 줄거리: 글래디에이터로 다시 돌아온 스파르타쿠스. 행정장관 칼라비우스는 바티아투스에게 시합을 제안하고 그는 마지못해 응한다. 크릭서스와 스파르타쿠스가 한 조가 되어 '죽음의 그림자'라는 별명을 가진 전설적 검투사 테오콜레스와 대결을 펼치는 것. 테오콜레스는 수백 번의 경기를 모두 이긴 인물로 오직 닥토르만이 살아남은 유일한 검투사였다. 독토르는 그가 얼마나 강한 존재인지 알기에 걱정이 앞선다. 바티아투스는 '어둠의 경기장'에서 자신을 암살하려고한 자를 추적하여 일가족을 몰살한다. 루크레티아는 (욕정의 대상이자 호감을 품은) 크릭수스가 죽을지 모른다고 걱정한다. 아이를 갖고 싶은 루크레티아는 시합전날 크릭수스를 부르지만 크릭수스가 거부한다. 그는 대신 니비아와 사랑을 나눈다. 행정장관은 이 성스러운 시합이 가뭄에 시달리는 카푸아에 비를 내려줄 것이라고 선포하고 죽음의 결투가 벌어진다. 결국 테오콜레스는 죽고, 크릭수스는 만신창이가 되어 쓰러지고 스파르타쿠스는 승자가 된다.

### 6회: Delicate Things
- 미국 Starz 방송일: 2010년 2월 26일
- 줄거리: 비가 줄기차게 내리고, 바티아투스는 승리의 기쁨을 만끽하며 가문의 부흥을 만방에 고한다.크릭수스는 의식불명인 채 누워있다. 바티아투스는 스파르타쿠스에게 수라를 찾아 데려오고 있다고 일려준다. 스파르타쿠스는 유일한 친구 바로에게 수라가 돌아오면 자신은 이곳을 탈출할 것이라고 알려준다. 스파르타쿠스는 면밀하게 준비를 한다. 한편 바르카는 그의 사랑인 피에트로스와 함께 '자유의 몸'이 될 날을 손꼽아 기다리지만 헛된 꿈이 되고 만다. 모든 준비를 끝낸 스파르타쿠스 앞에 도착한 수레에서 기다리고 있는 것은 수라의 주검뿐이었다.

### 7회: Great And Unfortunate Things
- 미국 Starz 방송일: 2010년 3월 5일
- 줄거리: 아내를 잃어 비통한 스파르쿠스에게 바티아투스는 위대한 글래디에이터가 될 것이라고 말한다. 루크레티아는 고열에 시달리는 크릭서스를 찾아와서는 니베아를 자주 보내겠노라라 말한다. 부유한 지원자 메르카토가 바티아투스를 찾아와서 새로운 검투 쇼를 제의한다. 트라키아 노예 6명과 한 명의 로마군 복장 전사가 싸우는 것이다. 그 전사 역으로 스파르타쿠스가 나선다. 바로는 어렵게 아내를 만나지만 다른 사람의 아이를 임신하였다는 고백에 충격을 받는다. 바르카가 사라진 뒤 괴로워하던 피에트로스가 자살한다. 독토르는 의문을 느끼기 시작한다. 스파르타쿠스는 내키지 않는 상황이지만 결국 칼을 뽑아들고 신의 운명에 자신을 던진다. 아레나에서 그는 화려한 칼 솜씨로 관객을 열광의 도가니에 빠뜨린다.

### 8회: Mark Of The Brotherhood
- 미국 Starz 방송일: 2010년 3월 12일
- 줄거리: 스파르타쿠스는 바티아투스의 전폭적인 지지로 카푸아 최고의 글래디에이터로 명성을 떨치게 된다. 아직도 부상의 아픔에 고통받는 크릭서스는 기고만장한 스파르타쿠스의 부상을 그저 바라볼 수밖에 없다. 그런데 자신의 상황이 외부에 알려지기 전에 주인이 팔아치울 것이라는 소식을 니비아에게서 듣고는 안절부절해하며 자신의 존재를 다시 확인시키고 싶어한다. 한편 스파르타쿠스의 승승장구로 돈을 번 바티아투스는 새로운 검투사를 양성하기 위해 노예들을 대거 사들인다. 루크레티아는 자신의 영향력을 키우기 위해 일리샤에게 검투사 스폰서를 제의한다. 일리샤는 새로 들어온 글래디에이터 세고박스를 후원하기로 한다. 일리샤는 세고박스에게 자유를 안겨주겠다며 꼬드긴다. 세고박스가 스파르타쿠스를 급습하여 목을 조아 죽이려하는 순간 크릭서스가 그의 목숨을 구해주고 세고박스는 처참하게 최후를 맞이한다.

### 9회: Whore
- 미국 Starz 방송일: 2010년 3월 19일
- 줄거리: 바티아투스의 검투사 양성소는 귀족 부인들에게는 환락의 제공소이기도 하다. 루크레티아는 자신들의 사업의 번창과 상류사회에서의 사교력을 높이기 위해 다른 귀부인들을 은밀히 끌어들인다. 리키니아도 그 중 하나. 강인한 남성에 대한 환상을 품고 있는 리키니아는 챔피언 글래디에이터 스파르타쿠스를 요구한다. 아내를 잃은 뒤 여자엔 관심이 없는 스파르타쿠스가 응하지 않을 것 같아 걱정하지만 스파르타쿠스는 주인이 원하면 기꺼이 명령에 따르겠다고 말한다. 또 하나의 음모와 비극은 시작된다.

### 10회: Party Favors
- 미국 Starz 방송일: 2010년 3월 26일
- 줄거리: 글래디에이터 스파르타쿠스와 바로는 한 조가 되어 아레나를 가득 매운 로마인들에게 환락의 경기 모습을 보여준다. 경기에 열광하는 사람 중에는 행정장관 칼바비우스의 어린 아들 뉴메리우스도 있다. 바티아투스는 곧 15살 성인의식을 치를 뉴메리우스를 위해 특별한 파티를 약속한다. 카푸아 최고의 검투사의 대결 모습을 보여주겠다는 것. 바티아투스의 속셈은 그것을 빌미로 칼바비우스에게 정치적으로 작은 자리나마 부탁해볼 요량이다. 루크레티아는 일리샤에게 명단을 건네주며 최대한 많은 상류층 사람들을 불러올 것을 요구한다. 스파르타쿠스와 대결을 펼치게 된 크릭서스. 바티아투스는 이번 경기는 단순히 소년을 위한 맛보기 경기일 뿐이라며 서로에게 상처를 입혀서는 절대 안된다고 엄명을 내리지만 크릭서스는 이번 경기를 통해 자신의 건재함을 보여줄 참이다. 행정장관 칼바비우스를 포함하여 많은 상류층 인사가 바티아투스의 집으로 초청된다. 뉴메리우스는 특별한 생일을 보내게 된 셈. 뉴메리우스는 아레나(콜로세움) 객석에서만 보았던 글래디에이터를 직접 보며 흥분한다. 그 소년을 유심히 지켜보는 일리샤. 일리샤는 스파르타쿠스와 루크레티아에게 복수를 노리고 있었던 것이다. 목욕하는 소년에게 은밀하게 접근하는 일리샤. 막상 경기가 열리자 뉴메리우스는 뜻밖에도 스파르타쿠스와 바로의 대결을 보고 싶다고 말한다. 두 사람은 열심히 싸운다. 역시 스파르타쿠스가 강하다. 스파르타쿠스가 바로의 목에 칼을 대고 자신이 승리했음을 보여준다. 그런데, 뉴메리우스는 단지 15세 소년 생일선물로 최고의 검객의 맛보기 경기일뿐인 이번 시합을 두고 '바로'를 죽이라고 요구한다. 스파르타쿠스는 물론, 바티아투스도 당황한다. 하지만 노예/글래디에이터에겐 선택권이 없다. 바로는 자신을 죽여달라며 남은 가족을 부탁한다고 마지막 말을 남기고 친구의 칼을 받는다. 뜻밖의 상황전개에 어쩔 줄 몰라하는 바티아투스. 게다가 행정장관 칼바비우스는 자신에게 그 어떠한 자리도 선물하지 않는다. 라이벌인 솔로니우스는 바티아투스의 낭패에 고소를 보낸다. 바티아투스는 복수를 생각한다. 한편 유일한 절친 바로를 자신의 손으로 죽였다는 죄책감에 스파르타쿠스는 거의 정신을 잃는다.

### 11회: Old Wounds
- 미국 Starz 방송일: 2010년 4월 2일
- 줄거리: 바로의 주검을 앞에 두고 스파르타쿠스는 망연자실한다. 훈련장에서 그는 바로의 환영을 보기도 한다. 바로의 아내 오렐리아는 남편의 시체를 수거하며 스파르타쿠스에게 "남편은 당신을 형제로 생각했었는데.."라며 원망의 소리를 내뱉는다. 바티아투스는 정치적 변신을 시도한 자신의 희망을 물거품으로 만든 행정장관 칼바비우스와 자신을 모독한 솔로니우스에게 복수를 다짐한다. 심복 아슈르와 해결사 오러스를 시켜 칼바비우스를 납치하여 지하에 감금한다. 아슈르는 몰래 솔로니우스를 찾아가 바티아투스가 요즘 끔찍한 음모를 꾸미고 있다고 귀띔해준다. 한편 고열에 쓰러진 스파르타쿠스를 대신하여 크릭서스가 아레나에 오르고 멋진 승부로 왕년의 챔피언 면모를 과시한다. 감금당한 칼바비우스가 갑자기 오러스의 목덜미를 물어뜯자 오러스는 상처 치료를 위해 바티아투스의 검투사 치료소에 오게 된다. 공교롭게도 스파르타쿠스와 나란히 눕게 된다. 스파르타쿠스는 그가 아내 수라를 데리고 이곳에 왔었다는 사실을 알고는 그때 상황을 의심하기 시작한다. 그리고 그에게서 알아낸 충격적인 사실. 수라를 데려오다 습격을 당해 수라가 죽었다고 말한 것이 모두 바티아투스의 지시에 따른 것이었다고. 충격에 빠진 스파르타쿠스는 할말을 잃는다. 바티아투스는 솔로니우스가 행정장관 칼바비우스를 죽인 것으로 꾸며 두 명 모두에게 복수한다. 그리고 스파르타쿠스와 크릭서스라는 최고의 글래디에이터를 갖고 있기에 기고만장하다. 스파르타쿠스는 자신의 속내를 감춘 채 주인의 영광을 위해 무엇이든지 하겠다고 다짐한다.

### 12회: Revelations
- 미국 Starz 방송일: 2010년 4월 9일
- 줄거리: 루크레티아와 바티아투스는 일리샤의 남편인 글라버 군단장을 집으로 초대한다. 아레나에서 행정장관 살해범으로 몰린 솔로니우스를 처단한 스파르타쿠스는 주인 바티아투스에 대한 복수를 노린다. 하지만 미라는 주인을 살해할 경우 로마법에 따라 그 범인뿐만 아니라 집안의 모든 노예들이 함께 처형된다면서 그를 만류한다. 한편 바티아투스는 아슈르에게 자유를 주며 선물로 여자노예를 하나 고르다고 말한다. 아슈르는 니비아를 지목하고 곧, 니비아와 크릭서스의 관계를 알게된다. 바티아투스는 글라버가 로마에 입성할 때 그의 검투사를 경호원으로 옆에 세워 자신의 권위를 세워보러 한다. 하지만 글라버는 자신의 로마병단과 스파르타쿠스를 대결시키면서 바티아투스와 스파르타쿠스에 대한 적의를 숨기지 않는다. 바티아투스는 마지막 수단으로 리키니아의 잘려진 손목을 보여주며 일리샤의 소행을 폭로하겠다고 협박한다. 그라버는 아내에게 화를 내며 어쩔수 없이 바티아투스의 후견인이 되어주겠다고 약속하고 로마로 떠난다. 크릭수스는 아슈르가 니비아와 함께 있는 것을 보고는 이성을 잃고 이 때문에 루크레티아와의 은밀한 관계도 백일하에 드러나고 만다. 사업성공과 신분상승에 냉정한 바티아투스는 자신은 이미 그들의 관계를 알고 있었지만 아내가 행복하기에 눈감아 주고 있었을 뿐이라며 앞으로는 임신한 아이나 잘 키울 것을 명령한다. 크릭수스는 묶여서 독토르의 채찍을 맞고 니비아는 끌려나간다. 니비아는 독토르에게 바르카가 자유인이 되어 떠난 것이 아니라 주인에게 살해되었다고 알려주며 크릭수스가 절대 자유를 꿈꾸도록 놓아두지 말라고 부탁한다. 스파르타쿠스는 모두를 죽이고 자유를 찾을 것이라고 다짐한다.

### 13회: Kill Them All (최종회)
- 미국 Starz 방송일: 2010년 4월 16일
- 줄거리: 로마 군단장 글라베의 후원을 이끌어낸 바티아투스는 득의양양하여 귀족들을 초대한 가운데 카푸아 최고의 검투사 대결을 준비한다. 이 자리에서 군단장의 아내 일리샤는 눈물을 머금고 루크레티아가 써준대로 바티아투스에 대한 찬사의 글을 읽는다. 조영관이라는 지위를 얻게 된 바티아투스는 이제 가문의 영광을 한껏 누리게 된다. 루크레티아는 크릭수스에 대한 애증이 교차하며 스파르타쿠스와의 맞대결을 원한다. 운명의 날. 스파르타쿠스는 검투사들을 규합하여 로마에 반기를 든다. 검투사들은 귀족들을 살육하며 카푸아의 검투사 양성소를 피로 물들인다. 크릭수스는 그의 아이를 갖고 있다고 애원하는 루크레티아의 배를 칼로 찌른다.바로의 아내는 뉴메리우스에게 복수의 칼질을 한다. 스파르타쿠스는 검투사 양성학교의 주인인 바티아투스의 목을 친다. 바티아투스는 아내 루크레티아 옆에 쓰러진다. 스파르타쿠스는 검투사와 노예들을 이끌고 카푸아의 검투사 양성소 문을 나선다. 로마시민을 공포에 떨게 하자며...

## 스파르타쿠스: 갓 오브 아레나 (프리퀄)

### 1회: Past Transgressions
- 미국 Starz 방송일: 2011년 1월 21일
- 줄거리: 로마 카푸아. 아버지의 검투사 양성소를 물려받은 바티아투스는 신분상승의 욕망에 사로잡혀 최고의 글래디에이터를 키우는데 혈안이다. 하지만 번번이 라이벌인 베티우스에 밀려 꿈을 못 이루고 있다. 바티아투스는 새로운 아레나가 세워지면 오프닝 게임에 자신의 글래디에이터를 내세우기 위해 물밑 작업을 진행한다. 우선 권력가 툴리우스의 노예 크릭서스를 비싼 값에 사들여서 관심을 얻게 되고 베티우스를 약올려 시장판에서의 검투시합 약속을 이끌어낸다. 하지만 "저런 놈은 눈을 가리고도 이길 수 있다."는 바티아투스의 큰소리는 시합에 나선 가니쿠스의 생명을 위태롭게 만드는데...

### 2회: Missio
- 미국 Starz 방송일: 2011년 1월 28일
- 줄거리: 툴리우스가 가니쿠스를 넘기라며 바티아투스를 반죽음으로 만들어놓자 바티아투스는 복수를 노린다. 로마의 권력가 바루스가 새로운 글래디에이터 게임을 위해 카푸아로 온다. 원래는 베티우스를 만날 목적이었지만 바티아투스는 베티우스를 납치하여 초죽음으로 만들어놓고 바루스를 자신의 집으로 초대하는데 성공한다. 가이아는 바루스를 유혹하여 가니쿠스의 솜씨를 직접 보게 한다. 한편 바티아투스는 사사건건 검투사의 훈련방식에 어깃장을 놓던 독토르(훈련감독관)를 교체한다. 자신의 아버지 때부터 활약하던 늙은 감독관을 구세대의 유물이라고 몰아치고 새로이 오에노마우스를 선정한다. 오에노마우스와 가니쿠스는 같은 노예이며 각광받는 검투사이며 절친이다. 그런데 바로 그날, 오에노마우스는 영문도 모른 채 독토르와 생사의 결투를 펼치게 되고, 가니쿠스는 바루스의 요구에 따라 멜리타와 .....